# دهستان مهران‌رود
دهستان مهران‌رود یکی از دهستان‌های استان آذربایجان شرقی است که در بخش مرکزی شهرستان تبریز واقع شده‌است  روستای هروی(تبریز) مرکز دهستان مهران رود میباشد.
این دهستان همزمان با تأسیس بخش باسمنج در تاریخ ۲۷ تیر ۱۴۰۰ ایجاد شد و یکی از دو دهستان تشکیل دهندهٔ این بخش بود. اما با اعتراضات برخی از نمایندگان مردم تبریز در مجلس و شورای شهر نسبت به احتمال کور شدن گسترش تبریز و تداخل محدودهٔ بخش باسمنج با محدودهٔ شهر تبریز، این دهستان که شامل مناطق و روستاهای خوش‌آب‌وهوا و ویلایی دامنهٔ شمالی سهند است، دوباره به یکی از دهستان‌های بخش مرکزی شهرستان تبریز تبدیل شد.